# Kloster Neuendorf
Kloster Neuendorf este o comună din landul Saxonia-Anhalt, Germania.